# یواس‌اس کانگورو (اس‌پی-۱۲۸۴)
یواس‌اس کانگورو (اس‌پی-۱۲۸۴) (به انگلیسی: USS Kangaroo (SP-1284)) یک کشتی است که طول آن ۶۲ فوت ۴ اینچ (۱۹٫۰۰ متر) می‌باشد. این کشتی در سال ۱۹۱۷ ساخته شد.